# Gino (pétrolier)
Pour les articles homonymes, voir Gino.
Le Gino est un pétro-vraquier libérien ayant fait naufrage le 28 avril 1979 en eaux internationales à 23 milles (35 milles ?) à l'ouest de l'Île d'Ouessant, provoquant une marée noire sous-marine et, dans une moindre mesure, une pollution de surface. Il fait partie de la série de marées noires des années 1970 en Bretagne.

## Historique
Alors qu'il effectue un voyage entre Port Arthur (Texas) et Le Havre, le Gino éperonne à 4 h 10 un autre navire, norvégien, le Team Castor, dans un brouillard réduisant la visibilité. Le Gino sombre à 10 h 30. Il transporte 32 000 à 41 000 tonnes (selon les sources) de produit pétrolier de très haute densité (carbon black oil). 3 200 tonnes de la cargaison du Gino sont libérées lors de la collision, et 20 800 tonnes supplémentaires sont rejetées lors de la descente du Gino vers le fond marin. Le Team Castor perd également 1 000 tonnes de fioul de propulsion à la suite de la collision, ses cuves étant vides. Les 33 membres d'équipage du Gino sont rescapés, recueillis par un navire soviétique, le Velikty Oktyablr ; le Team Castor ne s'étant pas arrêté à la suite de la collision,,,.
L'épave du Gino est localisée aux coordonnées GPS  48°17’30’’N et 05°39’36’’W, par 120 m de profondeur. En 1980, elle contenait encore 8 000 tonnes de produit pétrolier selon la Marine nationale et les assureurs du navire.
La densité de la cargaison du Gino étant supérieure à celle de l'eau de mer, le carbon black oil (densité 1,09) n'a pas souillé les côtes bretonnes mais a recouvert les fonds marins. 112 barils de 200 litres de dispersant BP 1100 WD ont été épandus par 17 navires pour lutter contre la pollution de surface provenant des carburants des deux navires impliqués dans la collision.
En mai 1979, la pollution sous-marine s'était répandue sur 200 mètres au nord de l'épave et 780 mètres au sud, recouvrant le fond marin sur une épaisseur de 1 à 60 centimètres. Fin 1979, 50 hectares de fonds étaient touchés. La nature de l'hydrocarbure transporté par le Gino a longtemps posé question sur son effet polluant. Le carbon black oil (appelé aussi feed stock carbone black) du Gino est un composé extrêmement visqueux et lourd, qui contient des composés benzéniques toxiques, cancérogènes et mutagènes (4 grammes par tonne, soit environ 160 kg au total).
Face à la dangerosité éventuelle de la nappe sous-marine, des études ont été menées en 1979 pour étudier son impact. L'ISTPM et le CNEXO étaient chargés de la surveillance de la nappe entre 1979 et 1981, en lien avec l'Institut Français du Pétrole et la Marine Nationale. La campagne de surveillance menée du 4 au 18 mars 1980 conclut notamment : « au-delà de la nappe proprement dite, s’étendait une contamination diffuse que l’examen des coquilles Saint-Jacques permettait de déceler aisément jusqu’à une vingtaine de milles dans le sud de l’épave ». La campagne d'étude de 1981 met en évidence une mortalité quasi totale des coquilles Saint-Jacques dans un rayon de 5 milles (9,2 km) autour de l'épave. Selon la même étude, la contamination des coquillages est détectable jusqu'à 15 milles (27,8 km) autour de l'épave, elle-même située à 23 milles (42 km) à l'ouest-sud-ouest de l'Île d'Ouessant.
Tout programme de lutte contre la pollution sous-marine a été abandonné en 1981 malgré une préconisation de la poursuite des études par l'ISTPM. Selon Vigipol en 2021, aucun suivi de pollution générée par la nappe sous-marine n'a été mené depuis 1981.
Le naufrage du Gino fait partie d'une série de marées noires en Bretagne avec le Torrey Canyon en 1967 (120 000 tonnes de pétrole), de l'Olympic Bravery et du Böhlen en 1976 (respectivement 800 et 9 800 tonnes), de l'Amocco Cadiz en 1978 (230 000 tonnes) et du Tanio en 1980 (26 000 tonnes).